# Emily Haber

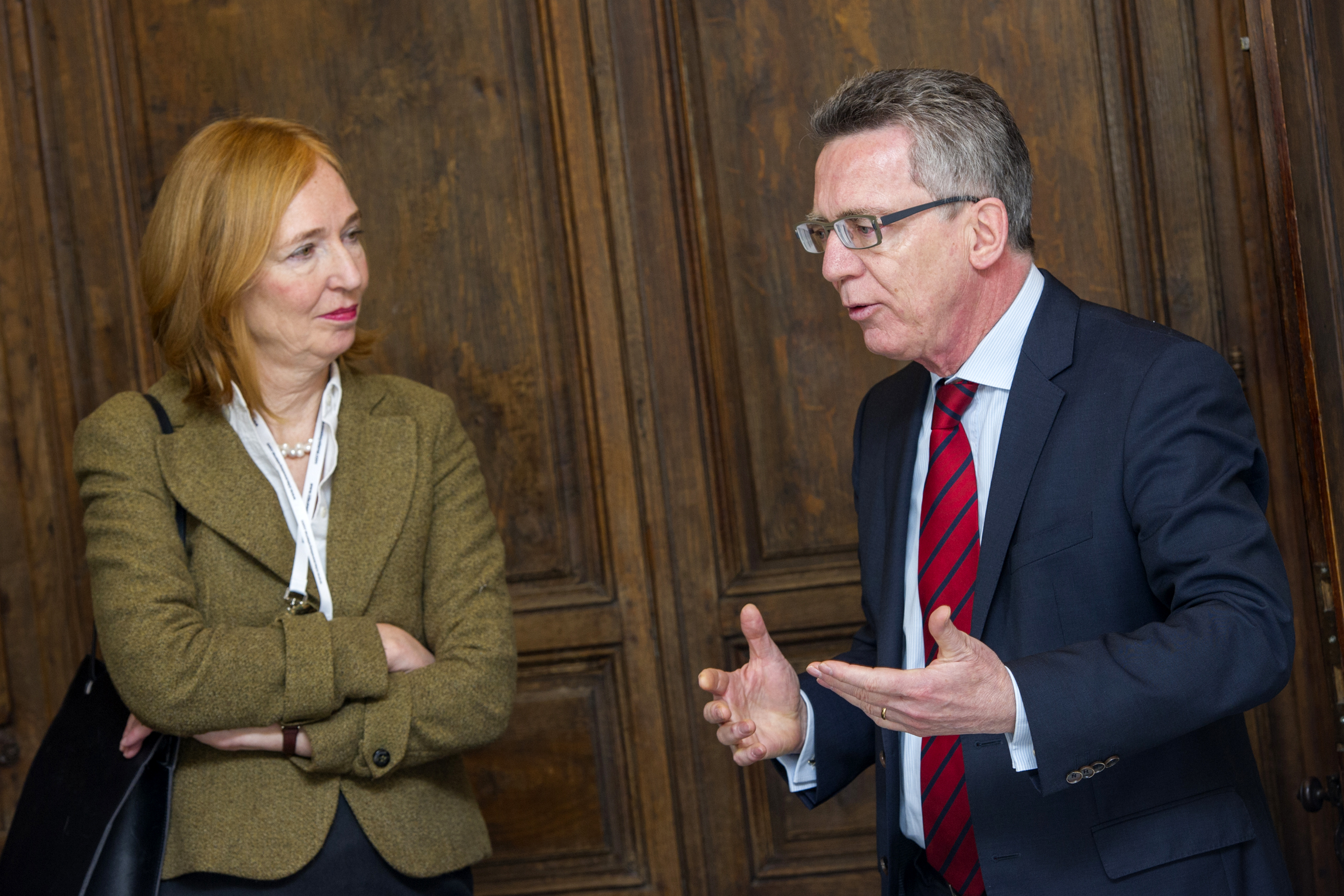
Emily Haber mit Thomas de Maizière (2014)

Emily Margarethe Haber (* 1956 in Bonn, geb. Oncken) ist eine deutsche Diplomatin im Ruhestand. Sie war von 2011 bis 2018 beamtete Staatssekretärin, von 2011 bis 2013 im Auswärtigen Amt und von 2014 bis 2018 im Bundesministerium des Innern. Von 2018 bis 2023 war sie Botschafterin der Bundesrepublik Deutschland in den USA.

## Leben
Emily Haber ist Tochter des Diplomaten Dirk Oncken, der sowohl Leiter des Planungsstabes des Auswärtigen Amtes als auch Botschafter in Griechenland, Indien und der Türkei war. Sie studierte Geschichte an der Universität zu Köln und promovierte bei Andreas Hillgruber mit der Arbeit Panthersprung nach Agadir: Die deutsche Politik während der zweiten Marokkokrise 1911 über die deutsche Außenpolitik in der Marokkokrise. Emily Haber ist mit dem deutschen Diplomaten Hansjörg Haber verheiratet und hat zwei Söhne.

## Laufbahn
Nach ihrem Eintritt in den Auswärtigen Dienst war sie als Referentin im Referat Sowjetunion des Auswärtigen Amtes, als politische Referentin an der deutschen Botschaft in Moskau, als Kulturreferentin an der deutschen Botschaft in Ankara sowie als stellvertretende Leiterin des Kabinetts- und Parlamentsreferates des Auswärtigen Amtes in Bonn tätig. Von 1999 bis 2002 war sie an der deutschen Botschaft in Moskau, zuerst als Leiterin des Wirtschaftsreferates, dann als Leiterin der Politischen Abteilung. Von 2002 bis 2006 war sie im Auswärtigen Amt in Berlin als Leiterin des OSZE-Referates und Beauftragte für Konfliktprävention und Krisenmanagement im euro-atlantischen Rahmen eingesetzt, woran sich eine Tätigkeit als Beauftragte für Südosteuropa und die Türkei von 2006 bis 2009 anschloss.
Von 2009 bis 2011 war sie Politische Direktorin des Auswärtigen Amtes und in dieser Funktion unter anderem deutsche Verhandlungsführerin in den EU-3+3-Verhandlungen über das iranische Atomprogramm. Sie soll Außenminister Guido Westerwelle vergebens geraten haben, der Resolution 1973 des UN-Sicherheitsrates zuzustimmen. Haber wurde am 2. Juli 2011 gemeinsam mit Harald Braun zur beamteten Staatssekretärin im Auswärtigen Amt ernannt. Sie löste Wolf-Ruthart Born ab und war unter anderem für die Europapolitik zuständig. Vom 13. Januar 2014 bis zum 14. März 2018 war Haber Staatssekretärin im Bundesministerium des Innern und dort für die Themenkomplexe Sicherheit, Migration und Integration zuständig, ihre Kompetenzen als Staatssekretärin wurden im Oktober 2015 stark ausgeweitet.
Ab dem 22. Juni 2018 leitete sie als erste Frau und Nachfolgerin von Peter Wittig die deutsche Botschaft in Washington, D.C. Der frühere US-Botschafter in Berlin Richard Grenell warf ihr vor, in Washington für die Aufhebung der Sanktionen geworben zu haben, die Präsident Donald Trump über am Bau der russisch-deutschen Pipeline Nord Stream beteiligte Firmen verhängt hatte. Die ZEIT berichtete 2024, dass sie 2021 US-Informationen zum drohenden Zusammenbruch der afghanischen Regierung und zu einem unmittelbar bevorstehenden Rückzug der USA aus Afghanistan an die Bundesregierung weiterleitete, was nicht zu schneller Maßnahmenergreifung führte. Gegen Ende ihrer Amtszeit äußerte sie öffentlich ihre Sorge über die Polarisierung der amerikanischen Innenpolitik. Ende Juni 2023 verließ sie den Posten in Washington. Ihr folgte Andreas Michaelis nach.
2024 wurde Haber das Große Bundesverdienstkreuz verliehen.